# Cempaka Wangi
Cempaka Wangi is een bestuurslaag in het regentschap Lahat van de provincie Zuid-Sumatra, Indonesië. Cempaka Wangi telt 913 inwoners (volkstelling 2010).